# T-Pain
T-Pain — американський співак, репер, продюсер та актор. Справжнє ім'я — Фахім Рашид Наджим (англ. Faheem Rashad Najm).

## Особисте життя
Одружений з Ембер Наджим з 2003 року. У пари троє дітей: дочка Лірік Наджим(нар. 2004) і сини Музік Наджим (нар. 2007) і Кейденз Кода Наджим (нар. 9 травня 2009).

## Дискографія
Альбоми:
- 2005 - Rappa Ternt Sanga
- 2007 -  Epiphany
- 2008 - Thr33 Ringz
- 2009 - The Instrumentals (T-Pain album)[en]
- 2011 - RevolveR
- 2015 - Stoicville

Мікстейпи:
- 2008 - Pr33 Ringz
- 2011 - PrEVOLVEr
- 2012 - Stoic

Альбоми-саундтреки:
- 2010 - Freaknik: The Musical soundtrack

## Фільмографія
| Рік  |   | Українська назва | Оригінальна назва | Роль           |
| ---- | - | ---------------- | ----------------- | -------------- |
| 2015 | ф | Форсаж 7         | Furious 7         | діджей (камео) |